# Torre Alisios 115
Torre Alisios 115 es una torre de apartamentos de lujo ubicada en San Salvador, El Salvador. Es un proyecto del Grupo Salvadoreño Bolívar.
La torre, ubicada sobre la Zona Rosa, cuenta con 26 pisos (tres de los cuales son subterráneos) y mide 81.2 metros de altura , la cual lo convierte en una de las diez torres más altas de El Salvador.

## Generales del Proyecto
- Ubicación: Colonia San Benito, Avenida Las Magnolias, # 115.
- Terreno: 6,000 m² (aproximadamente).
- Pisos: una torre de 26 niveles a nivel del suelo y 3 subterráneos con 3 unidades habitacionales en cada uno. Posteriormente 2 torres más.
- Apartamentos: 91.

Una sola torre con unidades de 223 m², 250 m²* y 284 m²* (metrajes aproximados que no toman en cuenta las áreas privativas de estacionamientos, bodegas de almacenaje, ni terrazas para equipos de aire acondicionado).

## Torre Alisios 115

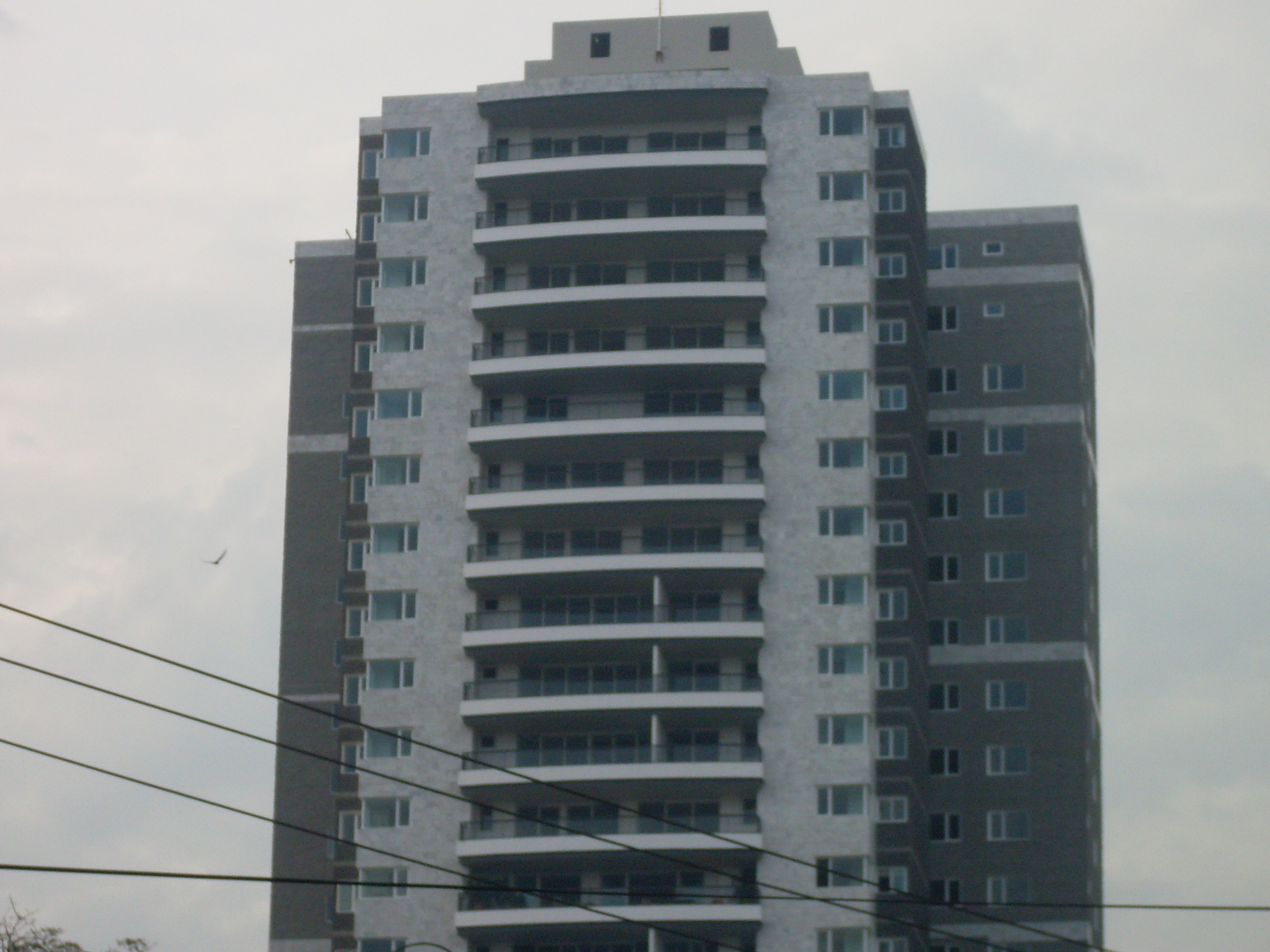
Torre Alisios 115 desde el Bulevar del Hipódromo
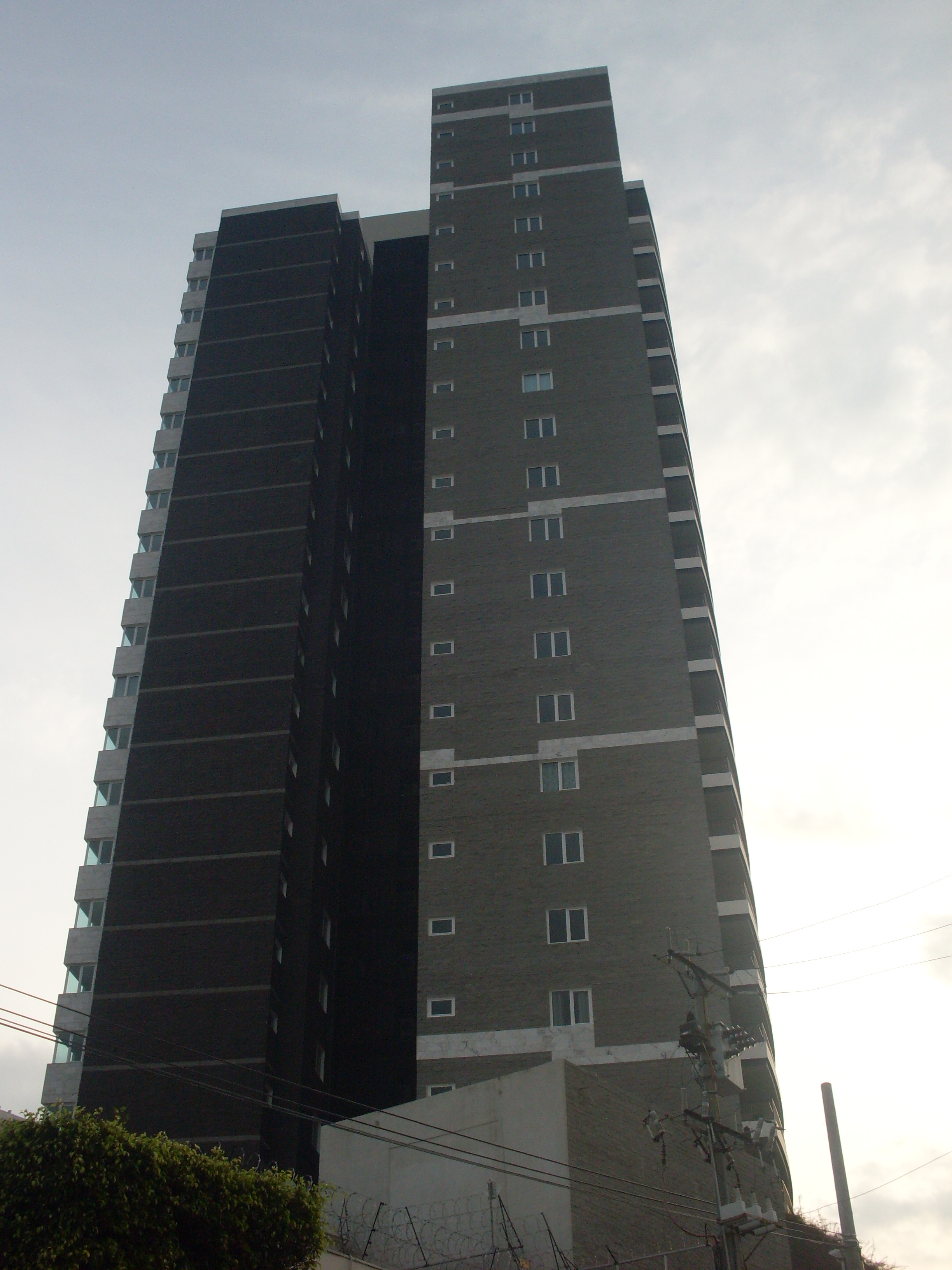
Torre Alisios 115 desde el costado norte
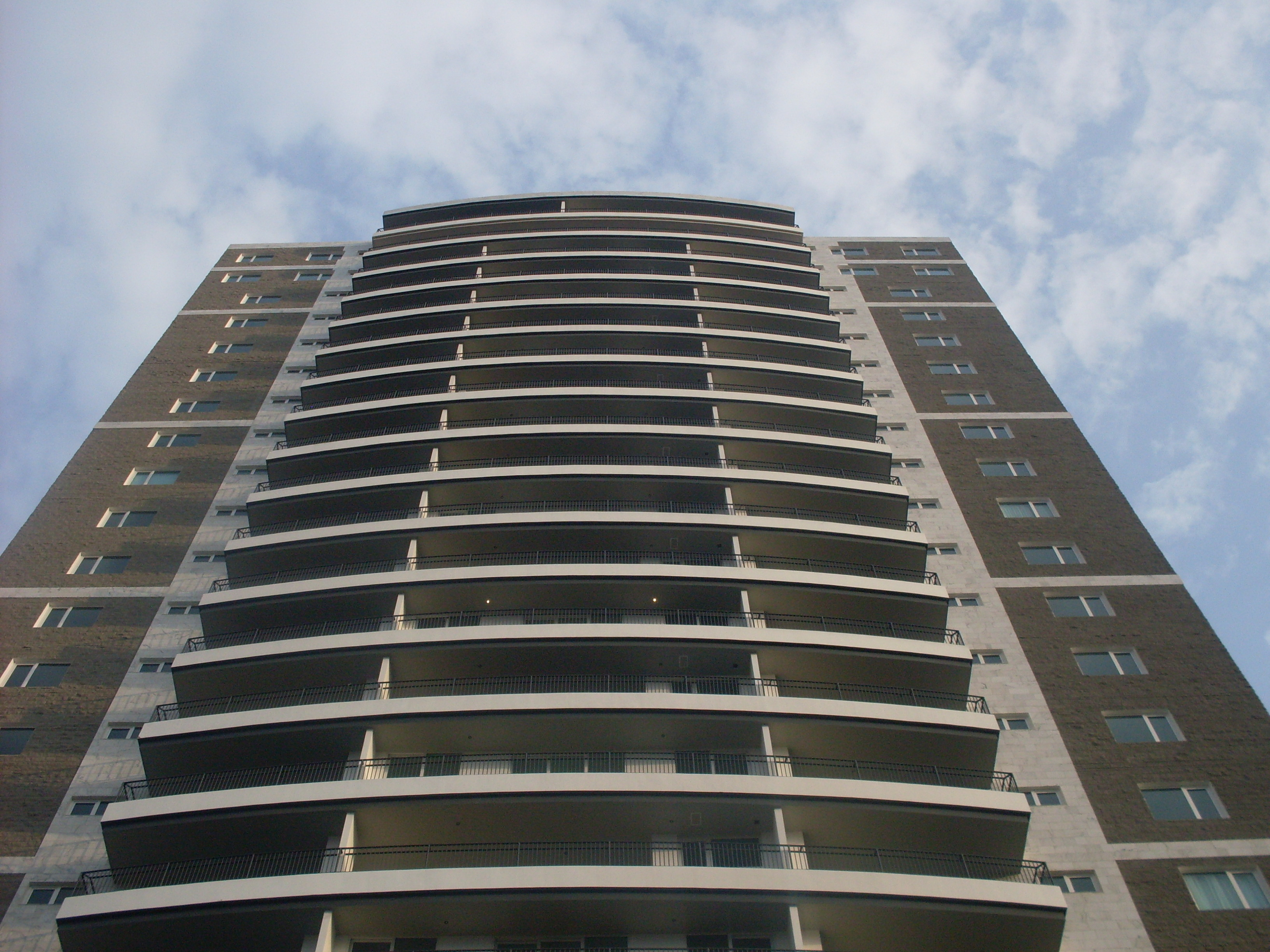
torre Alisios 115 de frente
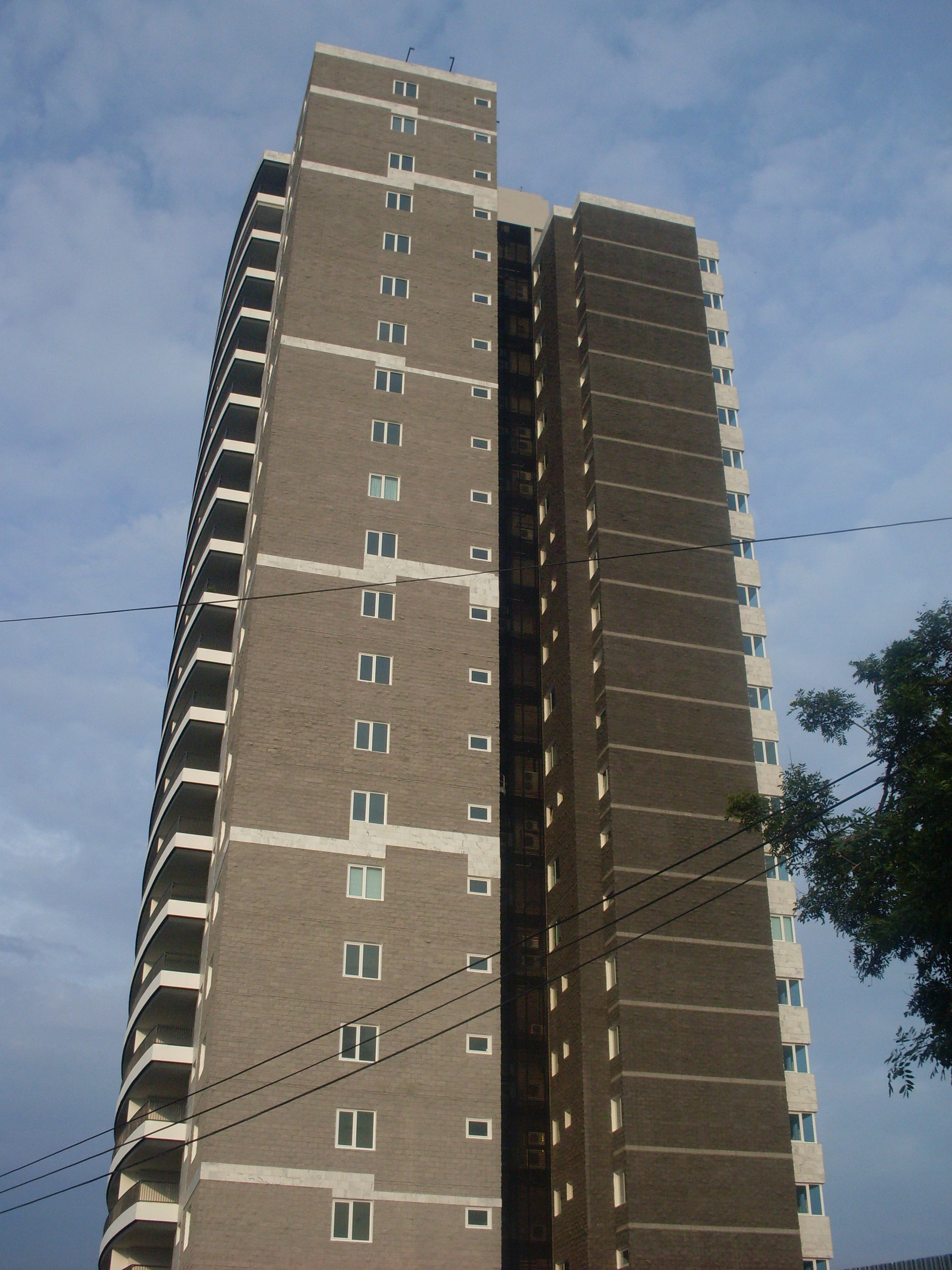
Torre Alisios 115 desde el costado sur
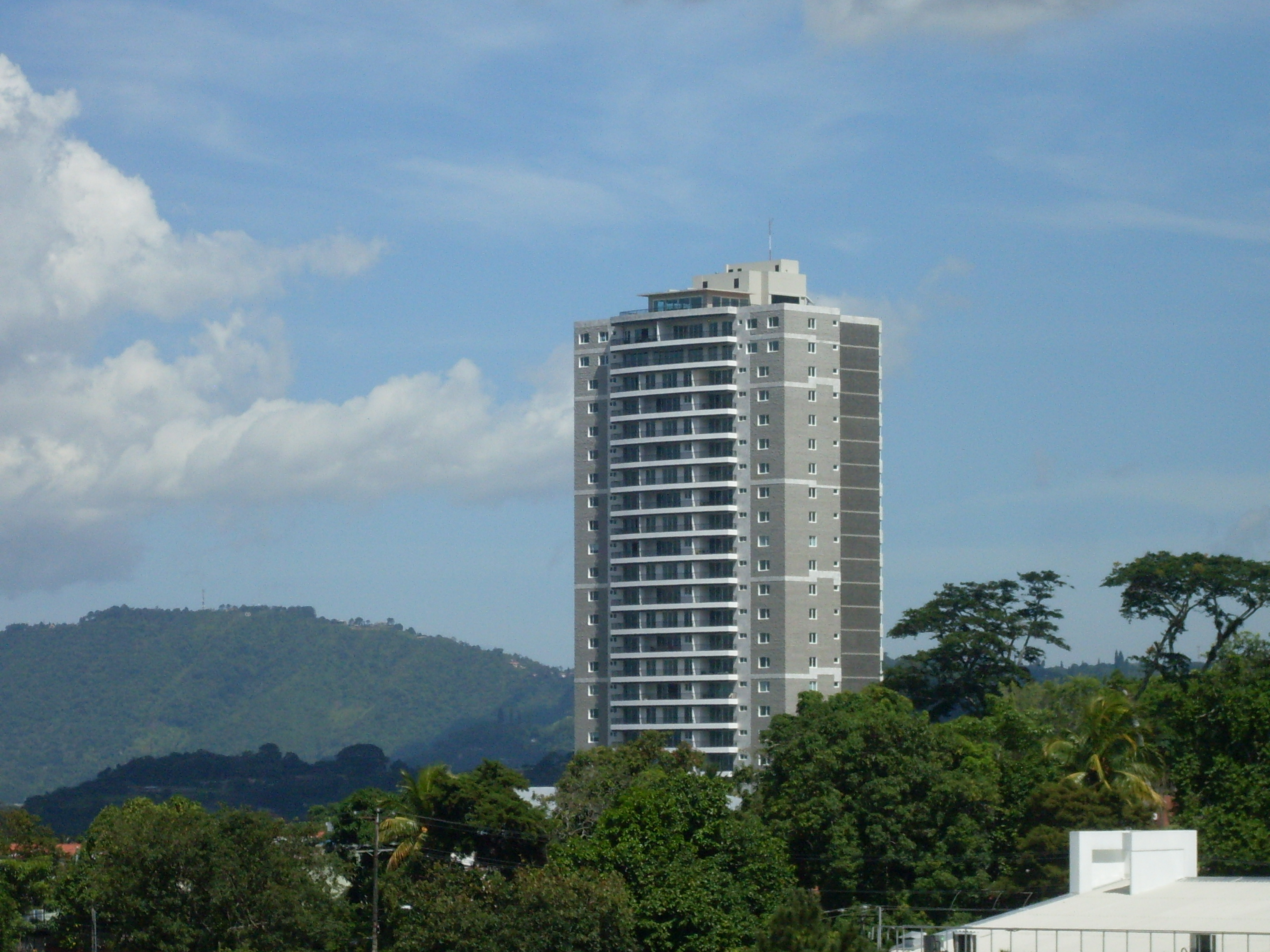
Torre Alisios 115 a la distancia
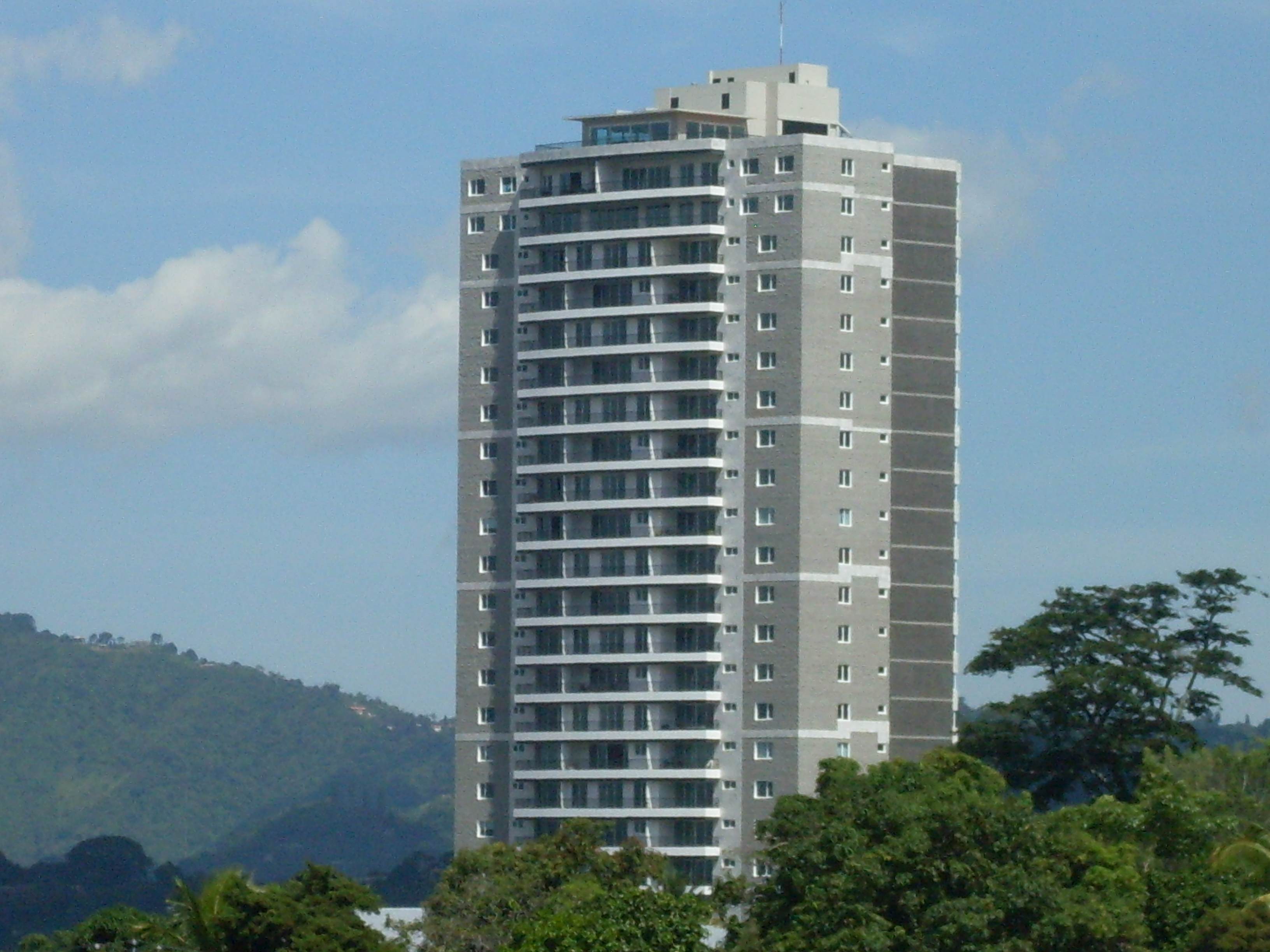
Torre Alisios 115 a la distancia zoom 4x
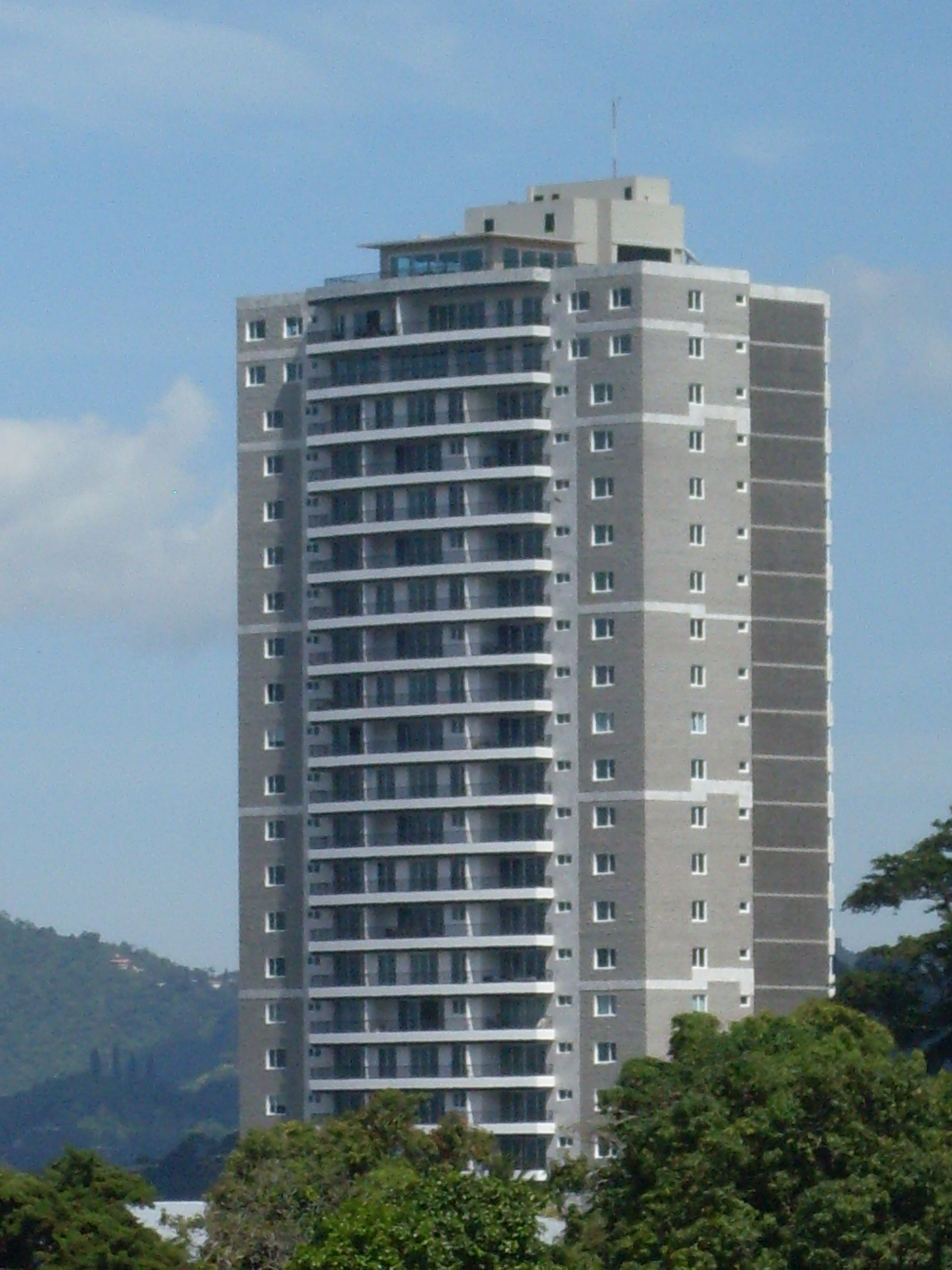
Torre Alisios 115 a la distancia zoom 8x
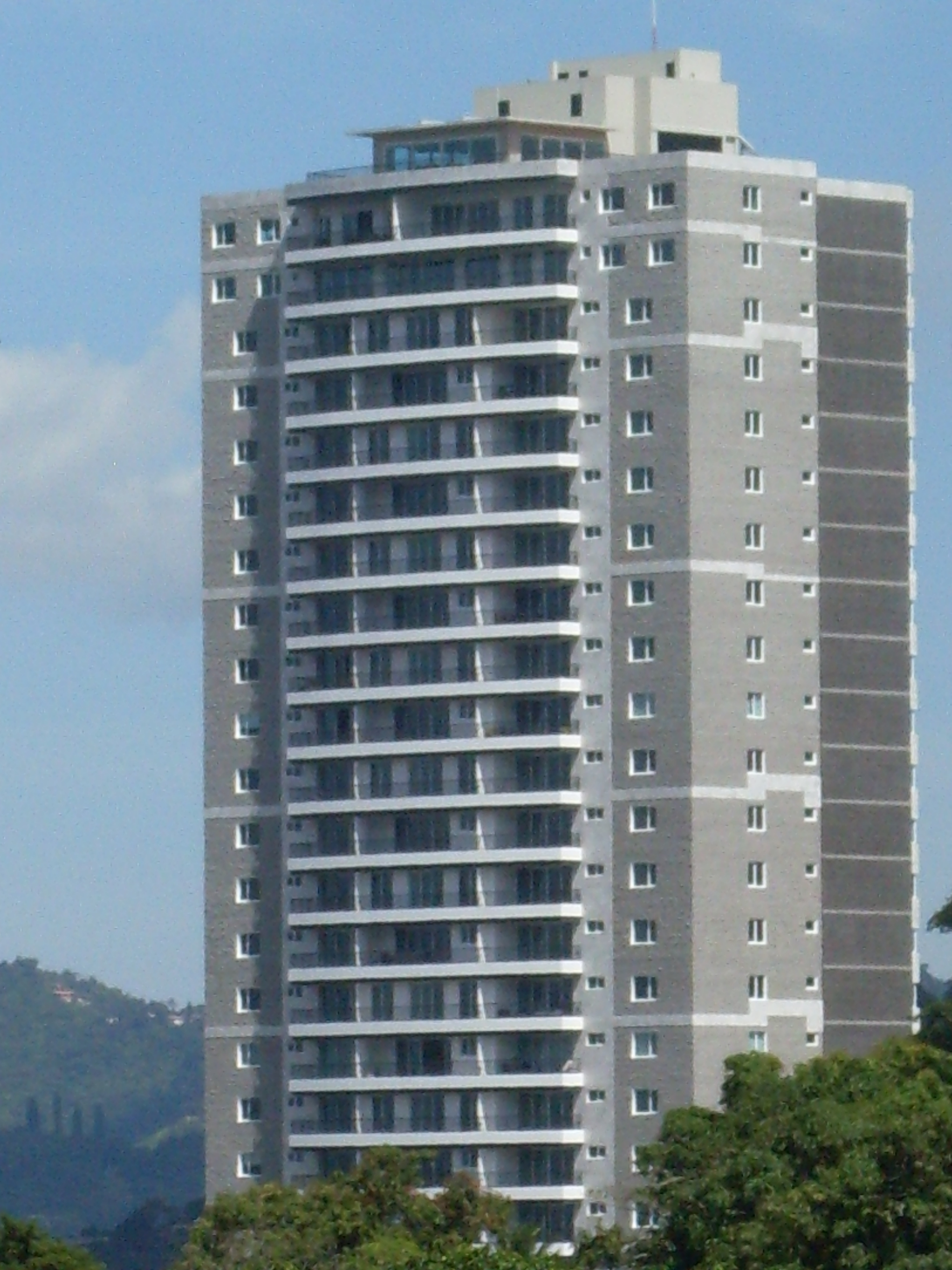
Torre Alisios 115 a la distancia zoom 16x